# Thomas Byberg
Thomas Hedvin Byberg, född 18 september 1916 i Hommelvik, Norge, död 13 oktober 1998, var en norsk skridskoåkare, Hommelvik Idrettslag och Trondhjems Skøiteklub.

## Personliga rekord
43,2 - 1.34,0 - 2.23,7 - 5.12,9 - 8.51,9 - 18.49,1